# LZ 16

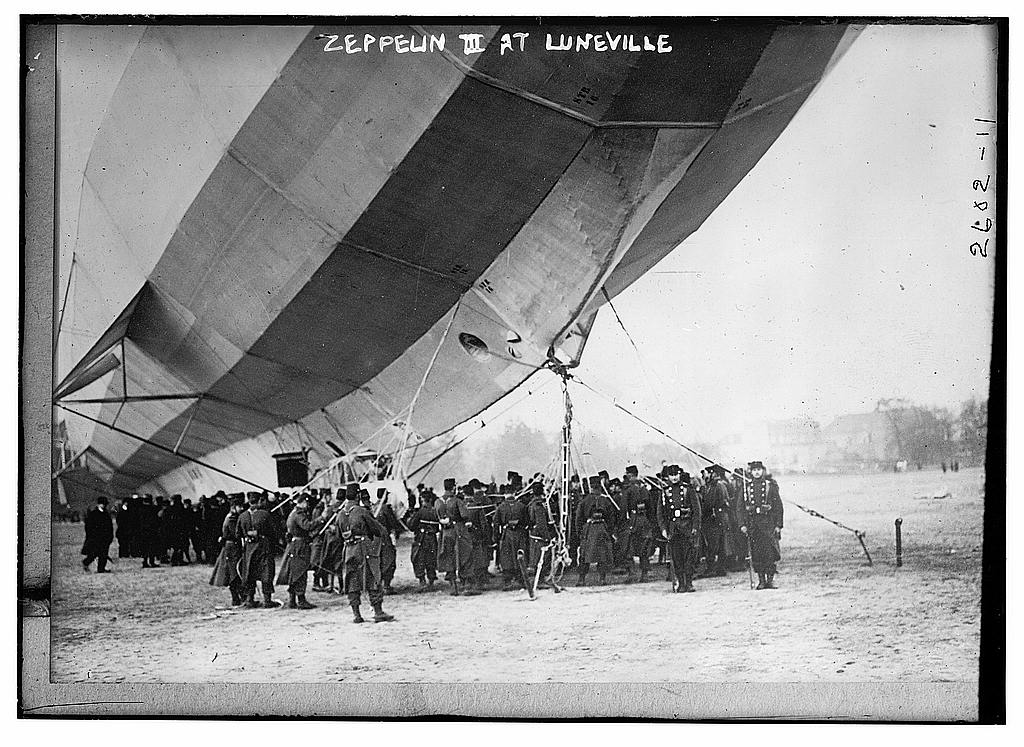
LZ 16 in Lunéville

LZ 16 in Lunéville

Der Zeppelin LZ 16 war das sechzehnte Luftschiff des Grafen Zeppelin und unter der Kennung Z IV das sechste Luftschiff des deutschen Heeres.

## Geschichte
LZ 16 machte seine erste Fahrt am 14. März 1913 und startete am 3. April mit einer militärischen Abnahmekommission an Bord zur Überführung von Friedrichshafen nach Baden-Oos. Bald geriet der Zeppelin in dichten Nebel und durch starken Ostwind wurde das Luftschiff weit nach Westen geschoben. Schließlich befand sich LZ 16 über Frankreich und landete auf dem Exerzierplatz von Lunéville. Dort wurde das militärische Luftschiff unter Vorwänden einen Tag festgehalten und zunächst beschlagnahmt, außerdem wurden die deutschen Offiziere verhört. Am 4. April konnte es um 11.45 Uhr zur Rückfahrt nach Deutschland starten und landete um 16.00 Uhr in Metz (damals deutsch). 
General André Auguste Edouard Hirschauer, der Generalinspekteur des französischen Militärflugwesens, stellte in einer Untersuchung fest, die deutschen Offiziere hätten sich vollkommen korrekt verhalten, als das Luftschiff infolge ungünstiger Wetterverhältnisse vom Kurs abgekommen war. Da die Deutschen keinerlei Beobachtungen und unerlaubte Manöver gemacht hatten, wurde der Vorfall für abgeschlossen erklärt. Bei der Landung in Lunéville wurden Filmaufnahmen angefertigt, die mit so großem Erfolg in Pariser Kinos gezeigt wurden, dass die Häuser tagsüber ausverkauft waren. Zum Zeitpunkt des Zwischenfalls bestanden noch keine internationalen Vereinbarungen betreffend Landungen auf ausländischem Boden.
Die Landung gab den Franzosen die Gelegenheit, insbesondere die geheime technische Ausrüstung des Luftschiffes zu untersuchen. Dies konnte aus Aufnahmen geschlossen werden, die ein „Spezialberichterstatter“ der Pariser illustrierten Tageszeitung Excelsior angefertigt und veröffentlicht hatte. Die Aufnahmen verrieten Details, die zuvor selbst in Deutschland nur „berufsmäßigen Aeronauten“ bekannt waren.
Zu Beginn des Ersten Weltkrieges im August 1914 war Z IV in Königsberg stationiert und führte im August und September Aufklärungsfahrten an der Ostfront gegen die russischen Streitkräfte durch. Z IV wurde mit Maschinengewehren zur Abwehr feindlicher Flugzeuge bewaffnet und führte kleine Bomben mit, die von Hand abgeworfen wurden. In der Nacht vom 24. auf den 25. September 1914 fuhr das Luftschiff einen Bombenangriff auf Warschau, wobei Z IV durch feindliches Abwehrfeuer am Heck schwer getroffen wurde, aber durch Aufsteigen auf 2800 Meter Höhe dem Feindbeschuss entkam. Bei einem zweiten Bombenangriff, der auf die deutsche, aber russisch besetzte Stadt Lyck gefahren wurde, gelang es, trotz 300 Treffern im Schiff, Z IV wieder zur eigenen Basis in Diwitten bei Allenstein zurückzufahren.
Im Laufe der Zeit zeigten sich Gerippebrüche im Zeppelin, sodass man Z IV aus dem Frontdienst zurückzog und seit dem 24. Februar 1915 nur noch als Schulschiff verwendete.
Während der Trauerfeier für Max Immelmann in Dresden-Tolkewitz kreuzte LZ 16 über der Krematoriumshalle, wobei aus den Gondeln zwei Rosensträuße abgeworfen wurden.

## Ende von LZ 16/Z IV
Das abgefahrene und veraltete Luftschiff wurde im Herbst 1916 in Jüterbog abgewrackt.

## Technische Daten
- Traggasvolumen: 22.500 m³ Wasserstoff
- Länge: 158,0 m
- Durchmesser: 14,90 m
- Nutzlast: 9,5 t
- Antrieb: drei Maybach-Motoren von je 165 PS (121 kW)
- Geschwindigkeit: 21,2 m/s (76,3 km/h)